# Димишк
Димишк (узб. Dimishk) — село, находившееся к западу от Самарканда на территории современного Пастдаргомского тумана Самаркандской области Узбекистана.

## История
Село Димишк было основано Тамерланом в конце XIV века и названо в честь крупного мусульманского города Дамаска (араб. Димашк).
В селе Димишк Тимур построил ханаку для суфийских шейхов, а в 1392 году здесь останавливались его жёны.
В октябре 1449 года в окрестностях Димишка произошло сражение между войсками тимурида Улугбека и его сына Абдаллатифа, в котором войска Улугбека были разбиты.